# Nogent-l'Abbesse
Nogent-l'Abbesse is een gemeente in het Franse departement Marne (regio Grand Est) en telt 445 inwoners (1999). De plaats maakt deel uit van het arrondissement Reims.

## Geografie
De oppervlakte van Nogent-l'Abbesse bedraagt 10,1 km², de bevolkingsdichtheid is 44,1 inwoners per km².
De onderstaande kaart toont de ligging van Nogent-l'Abbesse met de belangrijkste infrastructuur en aangrenzende gemeenten.

## Demografie
Onderstaande figuur toont het verloop van het inwonertal (bron: INSEE-tellingen).